# Christoph Letkowski
Christoph Letkowski (ur. 16 czerwca 1982 w Halle) – niemiecki aktor filmowy i telewizyjny, muzyk.

## Życiorys

### Wczesne lata
W latach 2002–2006 studiował dramat w Akademii Muzyki i Teatru „Felix Mendelssohn Bartholdy” w Lipsku (Hochschule für Musik und Theater „Felix Mendelssohn Bartholdy“ Leipzig). W latach 2004–2006 uczył się aktorstwa w Schauspielstudio przy teatrze w Chemnitz.

### Kariera
Jeszcze podczas studiów wziął udział w kilku produkcjach teatralnych, w tym Sonnenallee (2004), Sprzysiężenie Fieska w Genui Schillera (2005) i Szkoda, że jest dziwką Johna Forda (2005). Następnie otrzymał angaż w berlińskim Grips-Theater (2006-2008). Od 2008 związał się z Volksbühne Berlin.
Na ekranie debiutował rolą rezydenta z wsi NRD – Ernsta Patschke w telewizyjnym filmie kryminalnym ZDF Miasto jest szantażowane (Eine Stadt wird erpresst, 2006). W dramacie dokumentalnym Chaos dnia – jesteśmy punkami! (Chaostage – We are Punks!, 2009) wystąpił w roli zwolennika autonomizmu. W dramacie Parkour (2009) grał główną rolę młodego robotnika na rusztowaniu, którego sportowa pasja do Parkour doprowadził do mistrzostwa, ale zatracił się coraz bardziej z powodu zazdrości i rozpaczy. Za tę rolę w 2010 był nominowany do nagrody Günter-Strack-Fernsehpreis. W następnym roku za rolę w komedii Unten Mitte Kinn (2010) został nominowany do niemieckiej nagrody jako „Najlepszy młody aktor”.
Został jedną z głównych sił napędowych zespołu Eden, który stworzył wraz z zaprzyjaźnionymi muzykami – Matthiasem Alexandrem Preisingerem, Nicolaiem Zielem i Philippem Rohmerem. Nagrał m.in. utwór Land in Sicht (Ziemia w oczach).

## Wybrana filmografia

### Filmy fabularne
- 2006: Miasto jest szantażowane (Eine Stadt wird erpresst, TV) jako Ernst Patschke
- 2009: Chaos dnia – jesteśmy punkami! (Chaostage – We are Punks!) jako Mitch
- 2009: Parkour jako Richie
- 2010: Unten Mitte Kinn (TV) jako Bastian
- 2010: Błękitny ognik (Das blaue Licht) jako żołnierz Jakob
- 2012: Bella Australia (TV) jako Erik
- 2012: Diaz jako Rudy
- 2012: Piękna i Bestia (Die Schöne und das Biest) jako Ritter Bertolt
- 2013: 300 Worte Deutsch jako Marc
- 2013: Wilgotne miejsca (Feuchtgebiete) jako Robin
- 2015: Das Beste aller Leben (TV) jako Edward
- 2015: Syn Winnetou (Winnetous Sohn) jako Torsten
- 2016: Maengelexemplar jako Philipp
- 2016: Fucking Berlin jako Milan

### Seriale TV
- 2010: Tatort: Borowski und eine Frage von reinem Geschmack jako Kai Mauvier
- 2012: SOKO Wismar jako Anselm Allweede
- 2012: Mord mit Aussicht jako Felix Brinkmann
- 2012: Die Draufgänger jako Simon Ittersheim
- 2012: Tatort: Scherbenhaufen jako Lars Reichardt
- 2012: Tatort: Die Ballade von Cenk und Valerie jako Andreas Dobler
- 2013: Nachtschicht jako Yannick Kruse
- 2013: Kobra – oddział specjalny - odc. „Pieniądze rządzą światem” (Geld regiert die Welt) jako Eddie Rohde
- 2013: Die letzte Spur jako Micha Hecking
- 2013: Ein Fall für zwei jako Pit Egger
- 2014: Tatort: Brüder jako David Förster
- 2015: Blochin: Die Lebenden und die Toten jako Yorik Geier
- 2015: Nachtschicht jako Yannick Kruse
- 2015: Männer! Alles auf Anfang jako Joris Petersen
- 2016: Tatort: Zorn Gottes jako Roman „Rocky“ Kovac
- 2016: Nachtschicht jako Yannick Kruse
- 2018: Tatort: Der höllische Heinz jako Tom Wörtche